# 巴爾科韋 (敖德薩州)
46°51′17″N 30°9′51″E / 46.85472°N 30.16417°E
巴爾科韋（羅馬化：Balkove）是位於烏克蘭西南部敖德萨州羅茲迪利納區羅茲迪利納市鎮的村莊。該村始建於1839年，面積0.7平方公里，海拔高度87米，2001年人口196，人口密度每平方公里280人。